# 幣原外交
币原外交，指在战间期，币原喜重郎所推動对华不動用武力外交。1920年代至1930年代間，幣原喜重郎，在宪政会（后来的立宪民政党）執政内阁中，擔任外務大臣。第一次世界大战后成立的国际新秩序：華盛頓─凡爾賽体系。在凡爾賽體系中，以英美為首各國倡導對華不干涉的門戶開放政策。另一方面，日本卻主張自身在華利權的正当性，希冀在经济上扩大中国市场，维持满洲的特殊權益。

## 第一次幣原外交
1924年（大正13年）到1927年（昭和2年）間，因第二次护宪运动，加藤高明内阁成立。幣原在加藤內閣中擔任外務大臣。雖然，加藤在第一次世界大战期间，以大隈内阁的外務大臣，提出对华21条要求而知名，但是，加藤仍藉由护宪三派运动轉换成了协调外交路线。此外，幣原和加藤都是岩崎弥太郎的女婿。
币原在就职演说中宣布尊重华盛顿体制，还决定与各国的合作，推行不干涉政策。不久之后，在中國爆发的第一次直奉战争中，内阁的大部分成员倾向支持张作霖，但是币原坚决貫徹不干涉方針，赢得了国际的信任。
1925年（大正14年），中国为恢复关税自主权，向各国提议召开国际会议的时候，币原亦积极协助促成。虽然因为中国方面的内讧，導致会议流产，但是币原却从中国方面得到了越来越多的信任。另一方面，同年签署《日苏基本条约》 ，与苏联重建外交关系，成功恢复了樸茨茅斯和約所獲得的日方利益。
1926年（大正15年），中国方面，再度向各国提议废除治外法权的国际会议，而幣原再度積極配合。但由于中方的内政不稳定，再度失敗。同年，中国发生日本、英国船舶遭到攻击的万县事件时，英国選擇以武力对抗，但日本外交只停留在抗议上。
然而，币原的外交立場受到了来自军部與枢密院的過於「软弱」的批评。另外，在1925年11月郭松龄事件时，奉天总领事吉田茂批判幣原外交：「鉴于帝国在滿洲的特殊地位，我认为在我國的勢力範內，應採取適當的行動，明確地禁止勢力範圍內的軍閥混戰。」
1926年，蒋介石的国民革命军开始北伐，在華日人亦受到波及。1927年南京事件时，英美决定对蒋介石发出最后通牒，并要求日本採取相同行動，但是币原卻反过来说服了英美大使放弃这一要求。然而，由于在南京事件中没有采取强硬的态度，幣原受到了国内舆论的批评。英国外交部长奥斯丁·张伯伦批评说：「幣原男爵的乐观主义是无可救药的。」这也被认为是影響日本的分歧點。
在對北伐的回應中，受到加藤内阁影响的第一次若槻礼次郎內閣 ，因为昭和金融恐慌问题，不得不与枢密院对立，最終被迫總辭。承接若槻内阁成立立憲正友會執政的田中义一内阁，採取了批評币原外交的积极外交路線（田中外交）。然而，因为1928年的濟南事件，日本与中国的关系进一步恶化。最终，因皇姑屯事件，田中內閣集体總辭。而幣原，則在這段時間，以贵族院議員的身分，批评田中外交。

## 第二次幣原外交
1929年（昭和4年），政黨輪替，立宪民政党的濱口雄幸内阁中，幣原再次担任外相。据聞滨口和幣原是密友。虽然币原的回归可以缓和中国的抗日情绪，但是中国的民族主义的抬頭和恢复国权运动的热情已经影響了滿州。因此，與满蒙领有論的国内势力之间，币原成为了左右為難的中間人。
幣原締結了久而未決的日中關稅協定。1930年（昭和5年），幣原赞成签署伦敦海军条约。但是，倫敦海軍条约的签署受到了日本國內在野党立宪政友会等統帥權干犯的攻擊。隨後濱口遭到暗殺。幣原在這段期間擔任臨時首相代理，但濱口身體狀況並未回復。內閣最終總辭。
滨口内阁垮台後，立宪民政党的若槻再次组阁（第二次若槻内阁） 。币原的外交方針依舊繼續。不过，大陆形势和日本國内舆论年年恶化。1931年，九一八事變的时候，幣原采取了「不擴大方針」，但遭到了军部的强烈反对。关东军强行攻占錦州，破坏了币原的国际信用。由于立宪民政党的内讧，内阁被迫集体辞职，币原外交也迎来了末日。
在此之前，作为币原左右手的中国公使佐分利貞男離奇死亡。隨著军部的力量增强，出淵勝次、吉田茂等币原派的外务官被擠出日本外交主流，而非币原派的广田弘毅崛起。广田在斋藤实内阁與冈田启介内阁中，担任外相。在外務省领导下，廣田推動外交一元化和与中国合作（廣田三原則、協和外交），但未能控制陆军的華北分離工作（何梅协定、秦土协定） ，其成果只限于把中国公使提升为大使，令中国的亲日派感到失望。随着日本國內支持戰爭的舆论抬頭，與二二六事件之后更加强大的军部的进一步的压力，使得日本外交陷入迷失，而此时币原的存在逐渐被人们遗忘。在終戰，币原就任总理的时候，有人说：「币原居然還活着吗？」此外，从吉田茂那里听到「下任首相是幣原」的麦克阿瑟則说：「他那麼老了，会说英语吗？」让吉田苦笑。

## 评價
幣原外交有透過自主外交提升日本在國際社會上的地位的評價 。從地缘政治的角度來看，對中協調外交導致英日同盟無法繼續維持。此外，幣原外交也被批評無法阻止軍方的對外擴張政策。 雖有自主外交的評價，但在1922年華盛頓會議中，美方對日本抱持不信任的態度，幣原被迫接受了美方廢棄英日同盟的強硬要求。幣原在四國公約中廢止英日同盟，便積極地推動九國公約的締結。
對於幣原外交的批評，主要是針在對華貿易、1927年南京事件等問題上，日本未與英美採取一致行動，從而錯失同盟機會 。

## 脚注
1. ↑  .   [2018-11-30]. （原始内容存档于2019-06-15）.
2. ↑  日本とシナ: 一五〇〇年の真実, p.144 渡部昇一,2013年
3. ↑  岡崎久彦『幣原喜重郎とその時代』314頁
4. ↑  F.S.G. Piggott, Broken thread : an autobiography, Gale and Polden, 1950
5. ↑  John Van Antwerp McMurray, How the Peace Was Lost: The 1935 Memorandum "Developments Affecting American Policy in the Far East", Hoover Archival Documentaries
6. ↑  Frederick Moore, With Japan's Leaders: An Intimate Record of Fourteen Years as Counsellor to the Japanese Government, Ending December 7, 1941, Scribner, 1942
7. ↑  日本とシナ: 一五〇〇年の真実p144 渡部昇一，2013年

## 相关條目
- 币原喜重郎
- 大正民主
- 战间期